# لاندسات 3
لاندسات 3 (بالإنجليزية: Landsat 3)‏ هو ثالث الأقمار الصناعية من سلسلة برنامج لاندسات التي تم إطلاقها من قبل مؤسسة ناسا الأمريكية للفضاء، وقد تم إطلاق لاندسات 3 يوم 5 مارس 1978.

## برنامج لاندسات 3
يمثل ختام الجيل الأول من الأقمار الصناعية الأمريكية، التي تعمل بنظام المسح متعدد الموجات Multispectral Scanning: MSS، وهو عبارة عن قياسات لإنبعاثات طيفية، ذات أطوال موجية متعددة. بعد ثلاث سنوات من لاندسات 2. كان لاندسات الثالث لا يزال يعتبر المشروع التجريبي، وكانت تديرها وكالة ناسا حتى عام 1979. نظرا لنجاح البرنامج لاندسات التقني والعلمي، وقد أعلن أنه التشغيلية في عام 1979 وانتقلت المسؤلية التنفيذية من وكالة ناسا (وكالة البحث والتنمية) إلى القومية للمحيطات والغلاف الجوي (نوا). NOA، والوكالة المكلفة لتشغيل أقمار الطقس.
لاندسات 3 حمل أجهزة استشعار نفس سابقتها: عودة الحزمة Vidicon (منظور اصل المورد) والماسح المتعدد الأطياف MSS النظام الإداري. الصك منظور اصل المورد على متن لاندسات 3 قد تحسن 30 متر عن قرار الأرض وتم استخدام اثنين من مقيمي النتائج والكفاءات التي أخذتها كاميرات تصويرية في كل واحدة واسعة النطاق الطيفي (الأخضر والأحمر القريبة؛ 0.505-0.750 ميكرومتر) بدلا من ثلاثة نطاقات منفص (أخضر، أحمر، الأشعة تحت الحمراء) مثل سابقاتها. واستمر الدعم الإداري على نحو منهجي بجمع الصور من الأرض باستخدام أربعة نطاقات طيفية. والفرقة الخامسة الحرارية كان المخطوطات TM ولكن، بعد وقت قصير من قناة فشل عملية الإطلاق. في آذار / مارس من عام 1983، تم الاستغناء عنها لاندسات 3.

## إيقاف عمل لاندسات 2
توقف لاندسات 2عن العمل في 1983 حيث قام العالم الجيولوجي الأمريكي «جون ميلر» الذي كان يعمل في جامعة ألاسكا صورا التقطها لاندسات عن عملية بحرية في القطب الشمالي، حيث قامت محطمة جليد سوفيتية بفتح طريق في البحر بتكسير الجليد وانقذت 50 سفينة كان الجليد قد حاصرها. كما نشر «ميلر» في عام 1984 صورا تبين تجارب أجراها الاتحاد السوفييتي لإصلاق صواريخ من غواصات سوفيتية في منطقة في القطب الشمالي. وتعتمد تقنية السفييت في ذلك على إجراء فتوحات في الطبقة المتجمدة لكي تستطيع الصواريخ المحملة بقنابل ذرية من الانطلاق من تحت سطح البحر. وكانت هذه بداية الفكرة في تطوير لاندسات 3.

## الخصائص الطيفية RGB
تم تطوير الخصائص الطيفية في لاندسات 3 إلى 7 نطاقات.
- الازرق 0.45ـ0.52 مايكروميتر (النطاق الأول)
- الأخضر 0.6ـ 0.52 مايكروميتر (النطاق الثاني)
- الأحمر 0.69ـ 0.63 مايكروميتر (النطاق الثالث)
- تحت الحمراء القريبه المنعكسه 0.9ـ0.76 مايكروميتر (النطاق الرابع)
- تحت الحمراء القصيرة الموجه 1.75ـ 1.55 مايكروميتر (النطاق الخامس)
- تحت الحمراء القصيره الحراريه 12.5ـ 10.4 مايكروميتر (النطاق السادس)
- تحت الحمراء القريبه المنعكسه 2.35ـ 2.8 مايكروميتر (النطاق السابع)